# 大手通 (大阪市)
大手通（おおてどおり）は、大阪府大阪市中央区の町名。現行行政地名は大手通一丁目から大手通三丁目。

## 地理
大阪市中央区の北部に位置。北は内淡路町、南は糸屋町、東は谷町二丁目、西は阪神高速1号環状線の高架下を流れる東横堀川を挟んで瓦町とそれぞれ接する。
西端の東横堀川には大手橋（思案橋）が架橋されている。三丁目には大塚製薬大阪本部があり、大塚食品および大塚化学の本社となっている。

### 河川
- 東横堀川

## 歴史
1872年（明治5年）に錦町1 - 2丁目、折屋町、豊後町の北部を統合し、大手通1 - 2丁目となった。1989年（平成元年）に豊後町の一部を編入し、1 - 3丁目に再編された。

### 町名の由来
大坂城の正面虎口である追手口（大手口）へ通じることに由来する。

## 世帯数と人口
2019年（平成31年）3月31日現在の世帯数と人口は以下の通りである。
| 丁目         | 世帯数  | 人口    |
| ------------ | ------- | ------- |
| 大手通一丁目 | 263世帯 | 483人   |
| 大手通二丁目 | 411世帯 | 621人   |
| 大手通三丁目 | 109世帯 | 182人   |
| 計           | 783世帯 | 1,286人 |

### 人口の変遷
国勢調査による人口の推移。
| 1995年（平成7年）  | 530人   | [ 5 ] |  |
| 2000年（平成12年） | 629人   | [ 6 ] |  |
| 2005年（平成17年） | 847人   | [ 7 ] |  |
| 2010年（平成22年） | 943人   | [ 8 ] |  |
| 2015年（平成27年） | 1,220人 | [ 9 ] |  |

### 世帯数の変遷
国勢調査による世帯数の推移。
| 1995年（平成7年）  | 229世帯 | [ 5 ] |  |
| 2000年（平成12年） | 287世帯 | [ 6 ] |  |
| 2005年（平成17年） | 450世帯 | [ 7 ] |  |
| 2010年（平成22年） | 518世帯 | [ 8 ] |  |
| 2015年（平成27年） | 734世帯 | [ 9 ] |  |

## 事業所
2016年（平成28年）現在の経済センサス調査による事業所数と従業員数は以下の通りである。
| 丁目         | 事業所数  | 従業員数 |
| ------------ | --------- | -------- |
| 大手通一丁目 | 66事業所  | 510人    |
| 大手通二丁目 | 58事業所  | 432人    |
| 大手通三丁目 | 44事業所  | 810人    |
| 計           | 168事業所 | 1,752人  |

## 施設

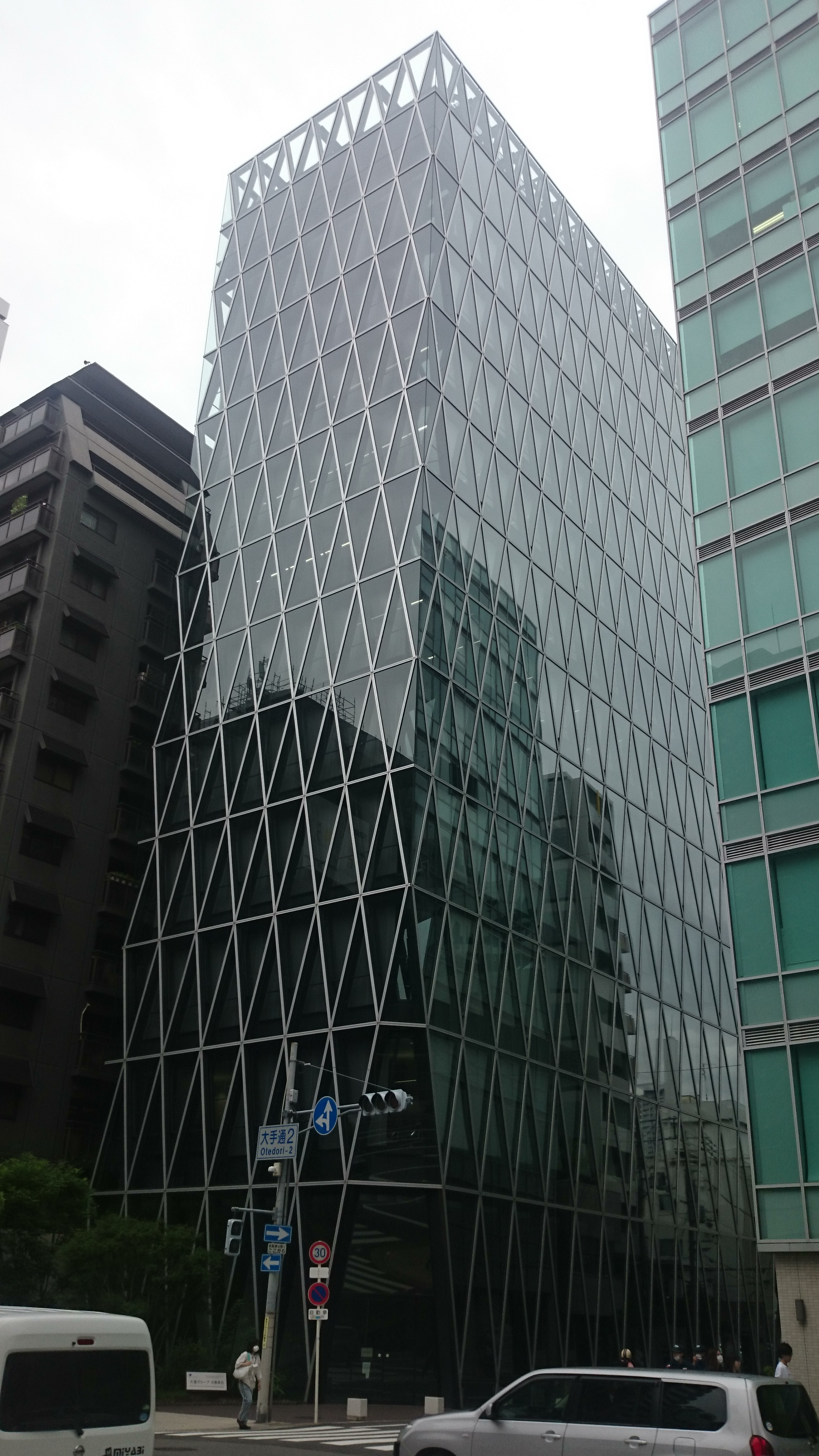
大塚製薬大阪本部（大塚食品・大塚化学）

### 教育機関
- 大阪外語専門学校

### 史跡
- 大阪活版所跡

### 企業
- 大塚グループ大阪ビル
  - 大塚製薬大阪本部
  - 大塚食品本社
  - 大塚化学本社
  - 大塚オーミ陶業本社
- 淀川工技社

### かつて存在した施設
- 寿薬品

## 交通

### 鉄道
- 最寄り駅は京阪電気鉄道および大阪市高速電気軌道の天満橋駅。

### 道路
高速
- 阪神高速1号環状線

主要地方道
- 大阪市道天神橋天王寺線（松屋町筋）

### 橋梁
- 大手橋

## その他

### 日本郵便
- 〒540-0021[3]（集配局：大阪東郵便局[11]）